# Stefano Galletti

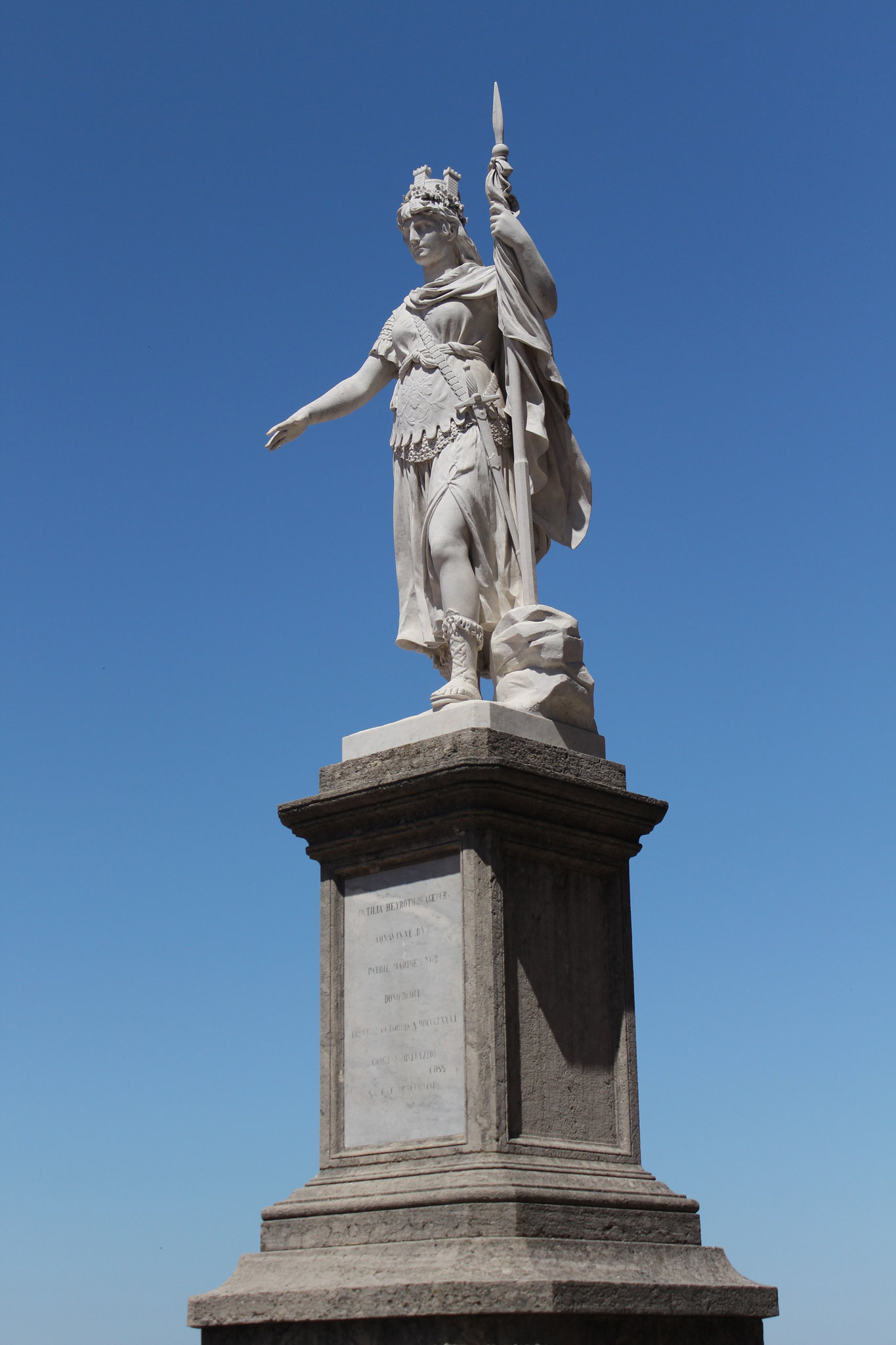
San Marino città: Statua della Libertà

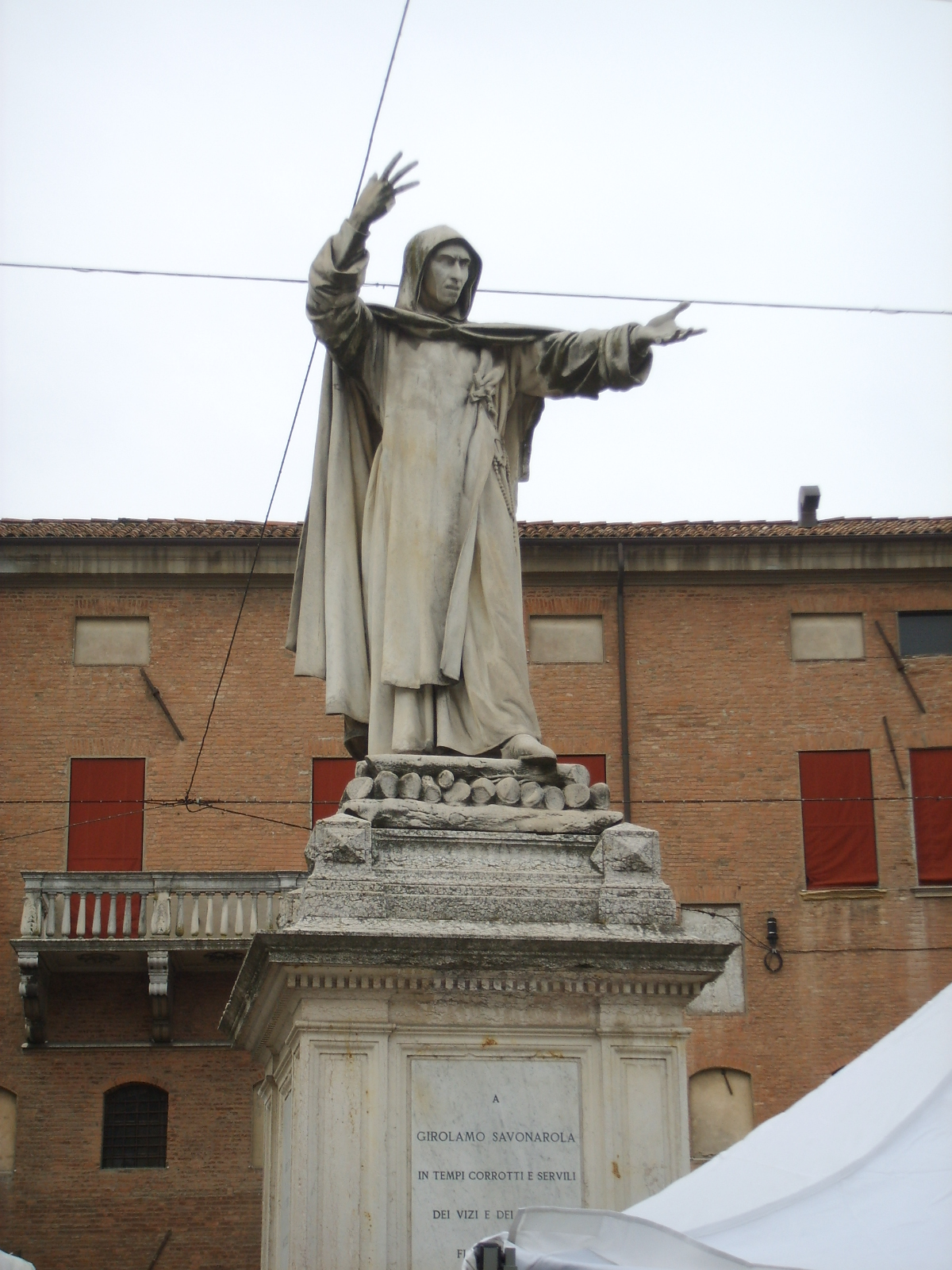
Ferrara: Monumento a Savonarola

Stefano Luigi Maria Gasparo Galletti (Cento, 15 giugno 1832 – Roma, 5 luglio 1905) è stato uno scultore italiano, considerato uno tra i migliori scultori emiliani del secondo Ottocento.

## Biografia
Di modeste origini (al limite della povertà dopo la decaduta agiatezza della famiglia) e terzo degli otto figli di Giuseppe e Maria Soffritti si trasferì con la famiglia a Bondeno nel 1836, restandovi per un decennio. Dopo un primo apprendistato, si trasferì nel 1847 a Bologna per studiare all'Accademia dove fu allievo del canoviano Cincinnato Baruzzi, ottenendo premi per il Nudo nel 1849 e 1850, riuscendo a proseguire gli studi artistici grazie ad una sovvenzione dell'amministrazione comunale. Dal 1853, usufruendo di un nuovo aiuto economico, poté studiare all'Accademia di San Luca a Roma dove perfezionò la sua tecnica sotto la guida di Pietro Tenerani, uno dei firmatari del manifesto del purismo italiano. Nella città capitolina strinse amicizia con Degas ed ebbe contatti con Moreau e Bizet.
L'apice della sua carriera fu il 1899 quando ricevette l'elezione, rinnovata nel 1900, a Presidente di quella stessa Accademia di San Luca che lo vide giovane allievo.
Nel 1904 fu tra i fondatori dell'Unione Artisti di Roma, avente sede a Palazzo Colonna, assieme tra gli altri a Rosina Mantovani e Leonardo Bistolfi.
Per quanto riguarda i suoi vari allievi, Galletti tra il 1881 e 1882 raccomandò all'Amministrazione Provinciale di Ferrara l'intagliatore centese Stefano Schiavini mentre affidò ad un altro suo allievo, il romano Antonio Buttinelli, l'esecuzione della propria tomba di famiglia.
Morì a causa di un attacco cardiaco, mentre lavorava al gruppo Bruto e i figli di Tarquinio.
Sulla casa natale a Cento, nel 1931 fu posta la targa recante l'iscrizione:

## Lo stile
Nonostante fosse autore di monumenti celebrativi, ritratti, busti e statuette di genere inseribili nella corrente del Realismo bolognese, in generale si può dire che il suo stile sia stato incline a seguire, in base all'occasione, l'ispirazione artistica, le richieste della committenza o le linee guida dei concorsi.

## Principali concorsi e commissioni
- 1865: incarico da parte di Pio IX per il San Lorenzo[10]
- 1871: vittoria al concorso per il monumento ferrarese a Girolamo Savonarola
- 1882: oltre a porre a San Marino il primo Garibaldi eseguito e posizionato appena dopo la morte dell'Eroe,[13][14] vinse il III° premio al primo Concorso per l'erezione del monumento romano a Vittorio Emanuele II (presentando due bozzetti, il primo col motto Alleanza[15]) e partecipò alla progettazione di Piazza Venezia[10]
- 1885: vittoria al concorso per il Cavour romano[6][10]
- 1887: fece parte della commissione per il monumento a Garibaldi a Pisa[7]
- 1903: ricevette dal suo paese natale la commissione per un monumento dedicato ad Ugo Bassi (bozzetto del 1891-92, opera rimasta irrealizzata[16])[10]
- 1905: fece parte della giuria per il monumento a Garibaldi a Massa.[11]

## Esposizioni
Socio dal 1870, Galletti partecipò alle Mostre della Società Benvenuto Tisi da Garofalo nel 1872 (L'Odorato, presumibilmente era l'opera poi chiamata Fanciulla delibante profumo di fiori.) e nel 1882 (due busti in terracotta).
- 1869: Monaco di Baviera[6]
- 1870: Roma, premiato (Fabiola)[6]
- 1873: Bondeno (busto di Teodoro Bonati poi lasciato al Municipio)[7]
- 1878: Esposizione Universale, Parigi (Putto, bronzo, Giuseppe Mazzini, marmo)[17]
- 1883: Esposizione di Belle Arti, Roma (Michelangelo e Bramante)[18]
- 1904: Londra.[6]

Ottenne favorevoli recensioni nel 1861 a fronte di un'esposizione nella quale parteciparono anche altri suoi concittadini, tra cui Ambrogio Zuffi.

## Le opere più note

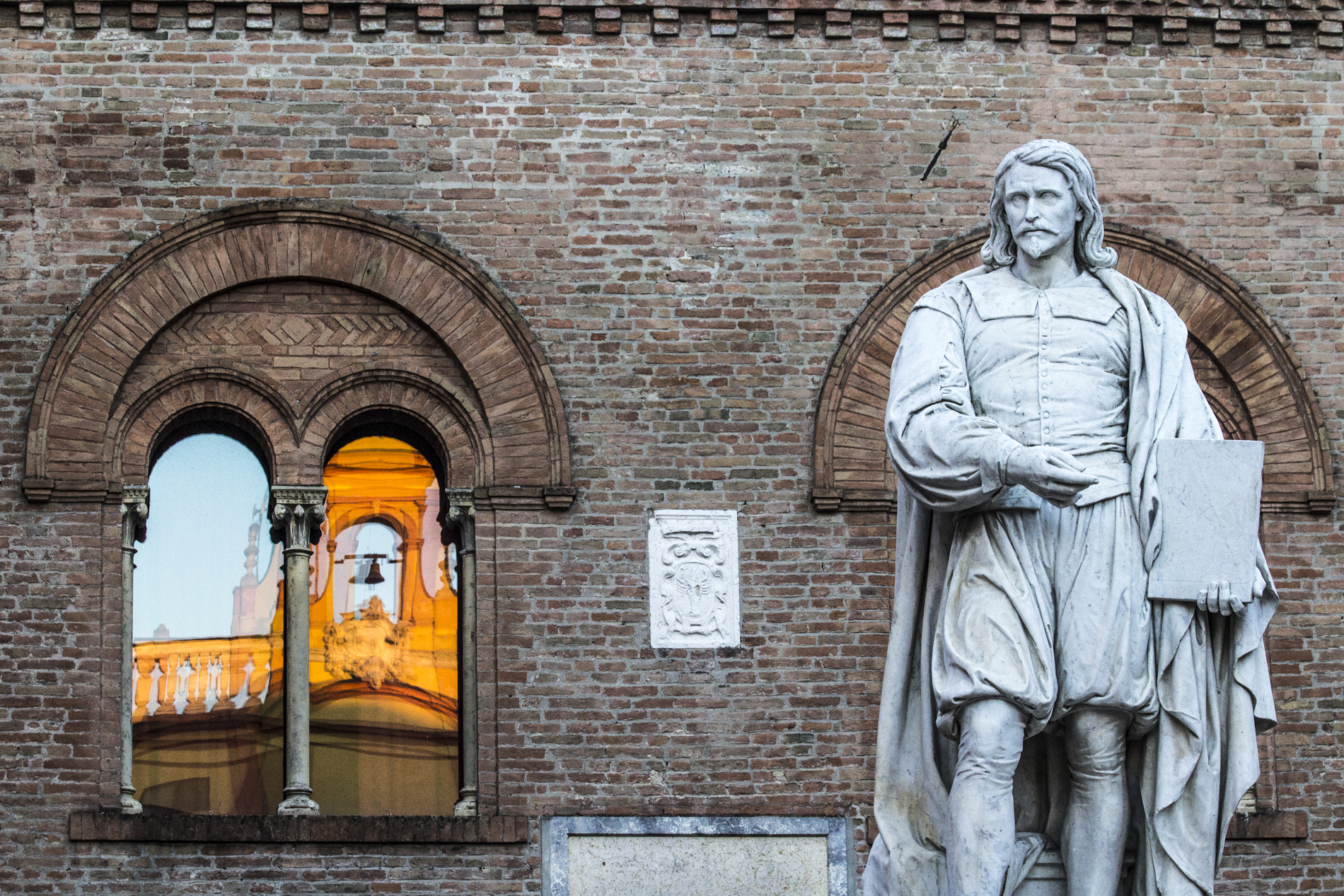
Monumento al Guercino, a Cento

- 1861-62: Guercino, Cento, opera premiata all'Esposizione di Firenze[12]
- 1865: San Lorenzo, bronzo, statua posta sulla sommità di una colonna di granito nel piazzale antistante la basilica di San Lorenzo fuori le mura[6][20]
- Dante Alighieri, 1865, medaglione in marmo, Palazzo comunale, Cento[21]
- 1875: Monumento a Girolamo Savonarola, nell'omonima piazza ferrarese[6]
- 1876: Statua della Libertà, marmo, San Marino, piazza della Libertà (ed una copia alla Biblioteca di Stato[22])[23] con medaglione a Ottilia Heyroth-Wagener[24] nel basamento[25]
- 1878: Vittorio Emanuele II, medaglione in marmo, Cento, Palazzo Comunale[26]
- 1882: Busto di Garibaldi, San Marino
- 1895 (iniziato nel 1885): Monumento a Cavour, nell'omonima piazza romana.[27][28][29]

## Altri monumenti
Dedicati a:
- 1870: P. Gioacchino Ventura, Sant'Andrea della Valle
- 1872 e 1874: Monumenti di Nicola Modetti[30] e della moglie Maria Belli, Santa Maria in Aquiro.[31]

## Opere funerarie

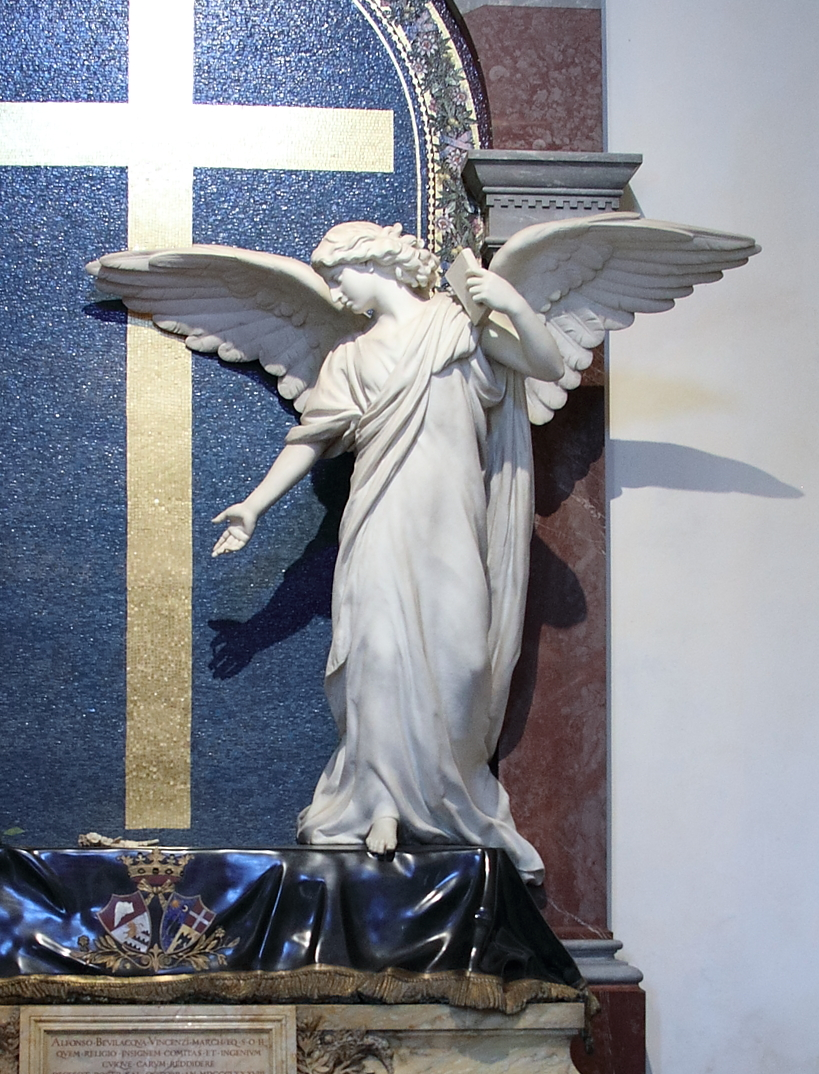
L'angelo del Monumento Bevilacqua Vincenzi nella Cappella dell'Annunziata della Chiesa di San Girolamo alla Certosa.

Certosa di Bologna, cinque monumenti:
- Monumento del marchese Michele Rusconi, 1864 ca., marmo[33]
- Bolognini Amorini, 1864, marmo[34]
- Monumento a Stefano Tavecchi, 1870, marmo[35]
- Monumento Bevilacqua Ariosti, 1877, marmo[36]
- Monumento Bevilacqua Vincenzi, 1896, marmo e mosaico.[16]

Cimitero di Cesena:
- Medaglione di Maria Zamboni-Finali.[7]

Cimitero comunale di Cento:
- Il profeta Ezechiele e la Resurrezione dei morti, 1861, marmo[37]
- Il Redentore, 1861, marmo[38]
- Il Divino Maestro accarezza un pargolo, 1865 ca., marmo[39]
- La pittura, 1866 ca., marmo[40]
- L'Agricoltura, 1872, marmo[41]
- L'Addolorata, 1874 ca., marmo[42]
- Monumento funebre della famiglia Galletti, 1906, marmo e bronzo, eseguito da A. Buttinelli su progetto di Galletti[43]

Certosa di Ferrara:
- Tomba Barbantini, Medaglione di Antonietta Barbantini, 1879-82, marmo,[7][44] con decorazione bronzea di Ernesto Maldarelli e Giuseppe Mentessi, su progetto ascrivibile a Mentessi o Luigi Barbantini.[45]

Cimitero del Verano:
- Maria De Mattias (con l'Ezechiele, immagine che presentò alla prima Mostra Nazionale di Firenze del 1861, ora al cimitero di Cento[7] e premiata a Londra[12]
- Il profeta Ezechiele e la Resurrezione dei morti, 1867, marmo[39]
- La speranza, 1878-80[6]
- Tomba di Erminia Fuà Fusinato, 1880-82, marmo.[13]

## Opere in collezioni pubbliche
Pinacoteca civica Guercino di Cento:
- Una dea del mare, primi anni '50, gesso.[47]
- La strage degli innocenti, 1853 ca., bassorilievo in gesso[48]
- Tobiolo e l'angelo, 1857, marmo[49]
- Fabiola, 1857, marmo[50]
- Immacolata Concezione, 1857 ca.,bronzo[51]
- Putto che preme col piede destro un otre detto La Lavina (detto anche Putto che preme l'otre o Putto che calpesta un otre[52]), 1869, bronzo e marmo[53]
- Michelangelo Buonarroti assorto nel progetto di una statua, 1882, gesso[54]
- La Primavera (o La Giovinezza), 1883, marmo[55][56]

Michelangelo e Bramante, 1883, marmo, Palazzo delle Esposizioni, Roma.
Bruto schernito dai figli di Tarquinio, 1900, gesso, Galleria Nazionale d'Arte Moderna, Roma (in deposito alla Pinacoteca di Ascoli Piceno dove sono presenti altre sue opere.
A Bologna, i busti in marmo di Pellegrino Rossi nella sede centrale dell'Università degli Studi, all'Accademia quello di Agostino Carracci (1852), del marchese Carlo Bevilacqua (1876) nella Sala delle Assemblee della Cassa di Risparmio; una copia del Putto che calpesta un otre (1875) nel cortile del Museo Civico Archeologico ed il Ritratto di G. B. Fabri alle Gallerie d'Arte Moderna.
A Ravenna, Il Genio della Pesca, Museo della città.
Fu anche autore di alcuni busti posizionati al Pincio.

## Opere varie
- Raphael, Gabriel, primi anni '50, marmo, Roma, collezione eredi Galletti[62]
- San Matteo, San Marco, San Luca, San Giovanni, 1856 ca., stucco, Chiesa di Gesù Bambino all'Esquilino[63]
- Fanciulla delibante profumo di fiori, 1859, Galeazza Pepoli, Castello[13]
- Ritratto di Giuseppe Borselli, 1868, marmo, Cento, Cassa di Risparmio[64]
- Busto di Teodoro Bonati, marmo, posto nel 1873 ed ora presente nell'atrio del Municipio bondenese[5]
- Giuseppe Mazzini, 1878, ubicazione ignota[36]
- San Giacomo, 1884, basilica di San Paolo fuori le mura[10]
- Maria Bonaparte Campello con la figlia Giacinta, Spoleto, collezione privata.[65]
- Michelangelo, Roma, collezione privata[66]

## Disegni
Nel 1857 ne eseguì diversi per gli Uffizi, raccomandato da Arcangelo Michele Migliarini, all'epoca direttore del civico Museo archeologico.
Altri suoi disegni, anche a carattere funerario, sono conservati alla Pinacoteca Civica di Cento.

## Onorificenze
Oltre ai numerosi riconoscimenti ricevuti in varie esposizioni, che gli procurarono anche la nomina sia di cavaliere della Corona d'Italia che di ufficiale dell'Ordine dei Santi Maurizio e Lazzaro, nel 1876 fu eletto professore onorario dell'Accademia di Belle Arti di Rio de Janeiro e nominato Presidente dell'Accademia di San Luca nel 1899 e nel 1900.

## Galleria d'immagini

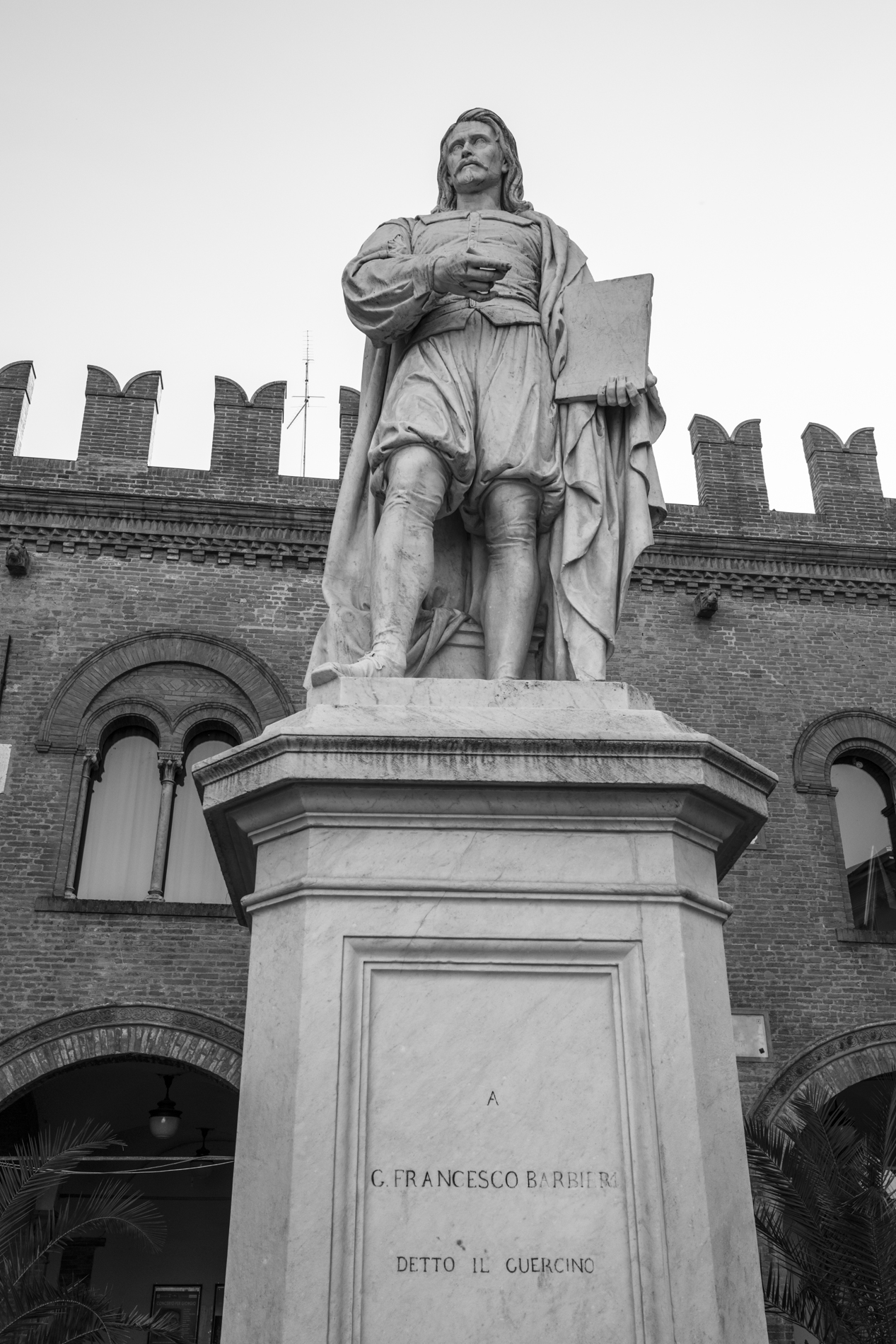
Guercino
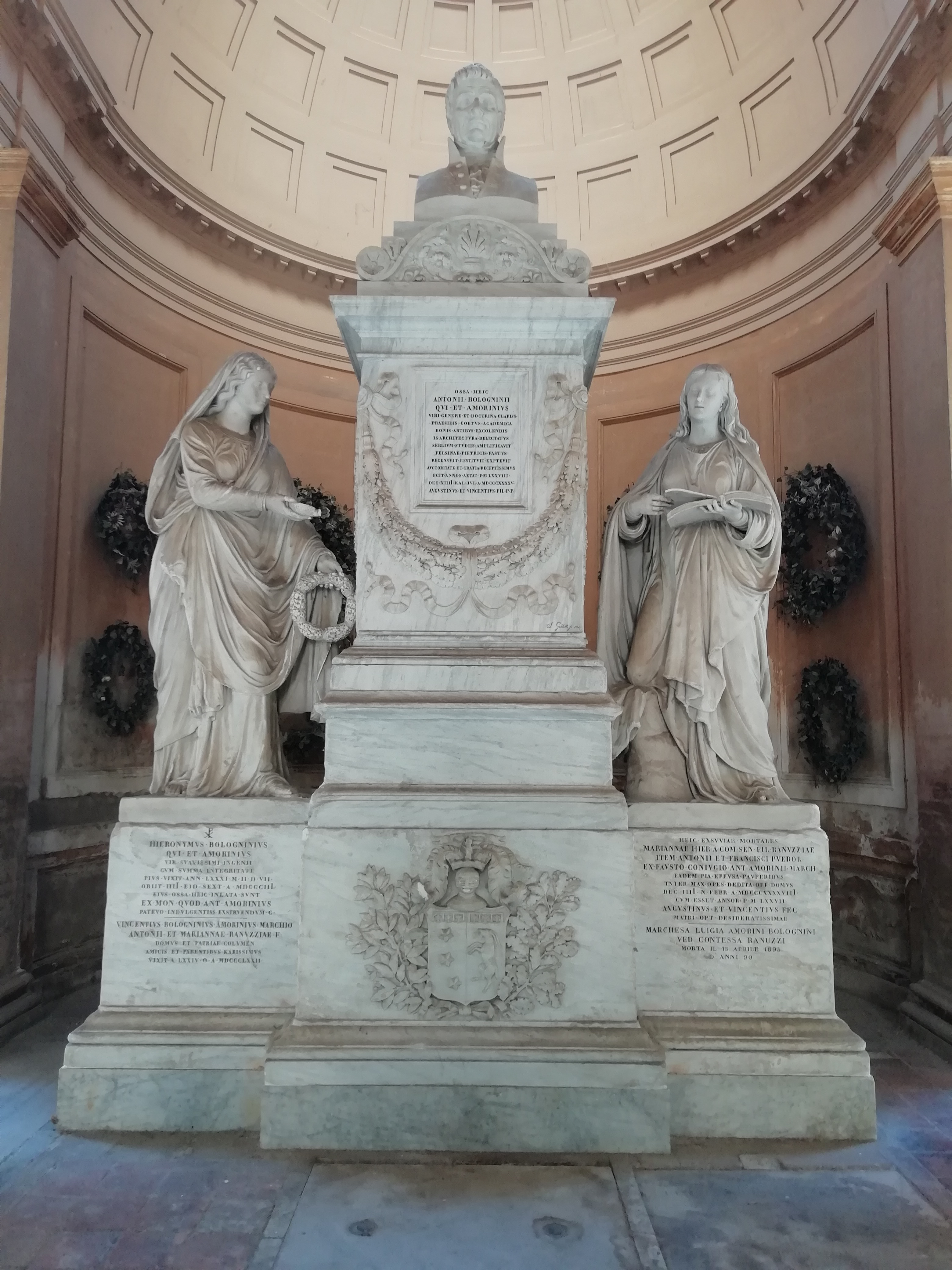
Bolognini Amorini
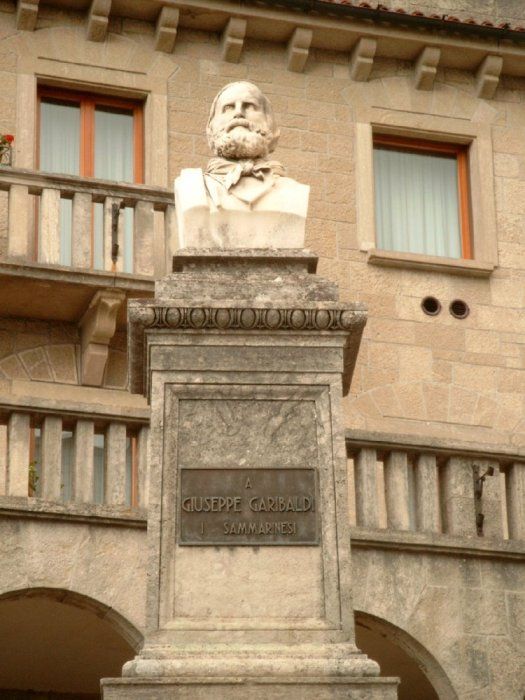
Garibaldi
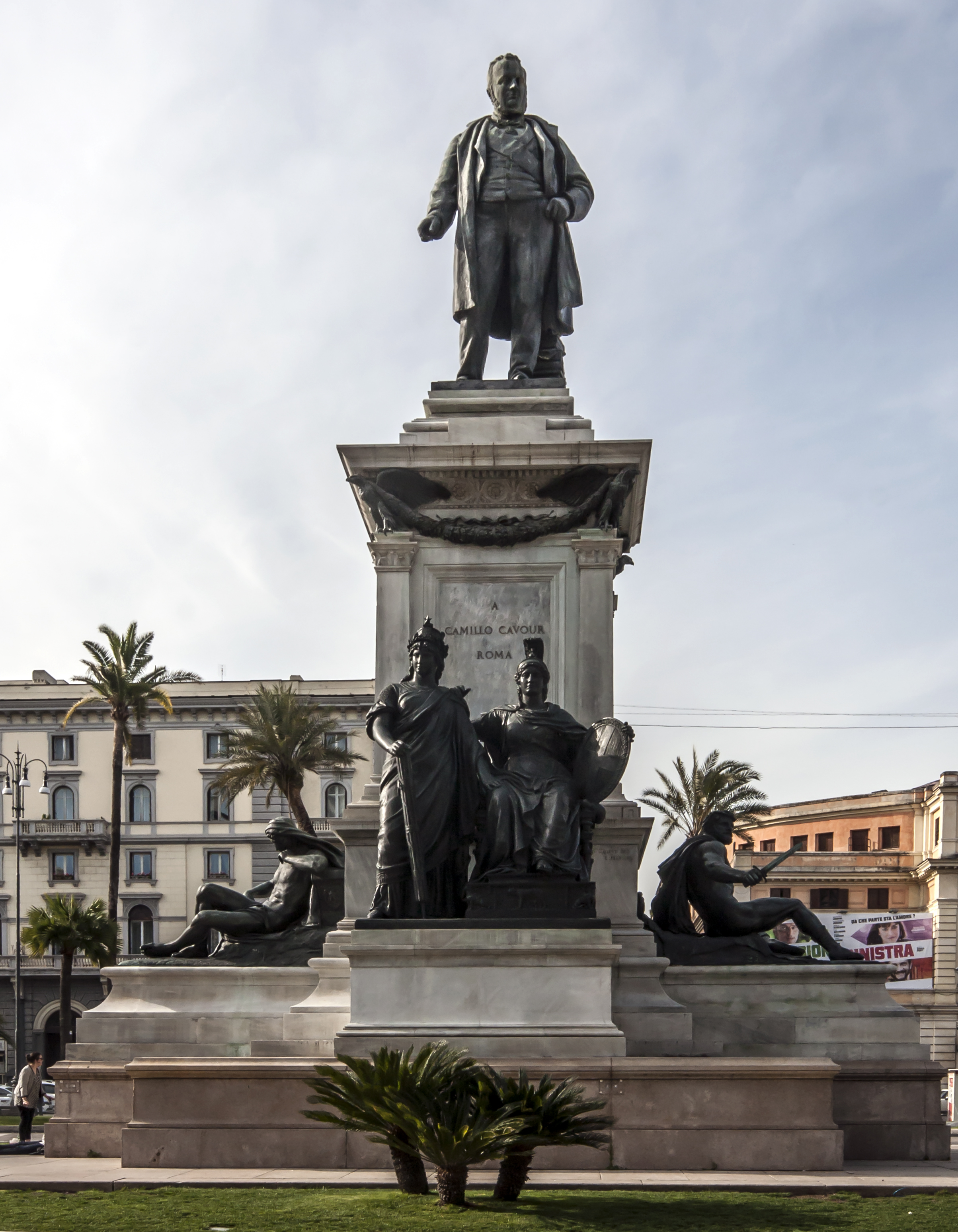
Cavour
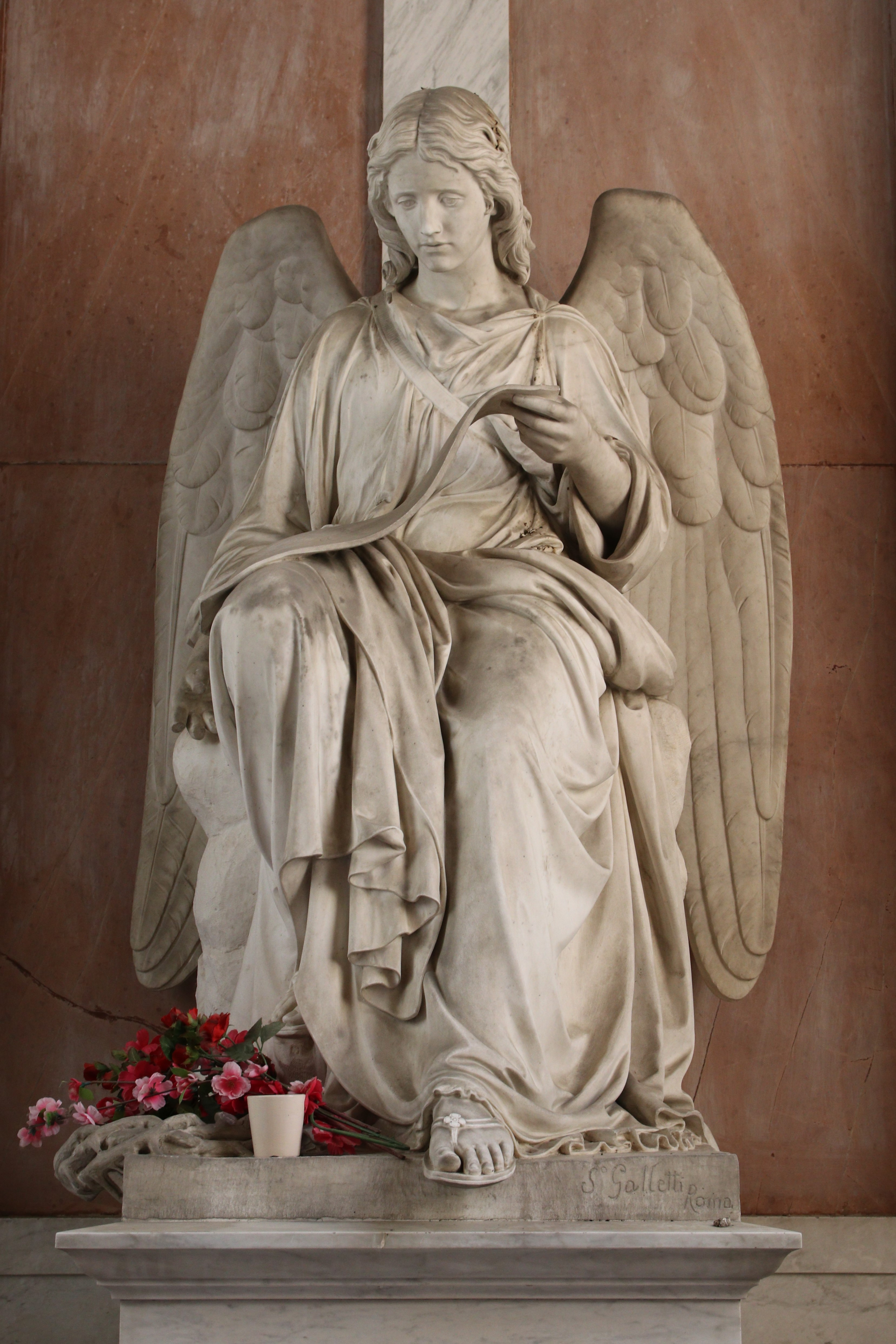
Bevilacqua Ariosti